# Roman Atwood
Roman Bernard Atwood, född 28 maj 1983, är en amerikansk videoskapare, videobloggare, komiker, skådespelare och regissör. Atwood är känd för sina dolda kameran-videoklipp som han publicerar på sin Youtube-kanal. Sedan 2013 har han även publicerat sin dagliga videoblogg på kanalen RomanAtwoodVlogs där man får följa hans familj och liv. Han har även spelat in filmen Natural Born Pranksters, som släpptes den 1 april 2016. Detta var hans debut som regissör.